# Sceloporus taeniocnemis
Sceloporus taeniocnemis är en ödleart som beskrevs av  Cope 1885. Sceloporus taeniocnemis ingår i släktet Sceloporus och familjen Phrynosomatidae. IUCN kategoriserar arten globalt som livskraftig.

## Underarter
Arten delas in i följande underarter:
- S. t. taeniocnemis
- S. t. hartwegi